# Pentathlon féminin aux Jeux olympiques d'été de 1968
Pour un article plus général, voir Athlétisme aux Jeux olympiques d'été de 1968.
Navigation
Tokyo 1964 Munich 1972
L'épreuve du pentathlon féminin aux Jeux olympiques de 1968 s'est déroulée les 15 et 16 octobre 1968 au Stade olympique universitaire de Mexico, au Mexique. Elle est remportée par l'Allemande de l'Ouest Ingrid Mickler-Becker avec 5 098 points.

## Résultats
| Rang               | Athlète                 | Pays                 | Points | 80 m haies | Poids      | Hauteur   | Longueur  | 200 m     |
| ------------------ | ----------------------- | -------------------- | ------ | ---------- | ---------- | --------- | --------- | --------- |
| Médaille d'or      | Ingrid Becker           | Allemagne de l'Ouest | 5098   | 10.9 1061  | 11.48 819  | 1.71 1057 | 6.43 1084 | 23.5 1077 |
| Médaille d'argent  | Liese Prokop            | Autriche             | 4966   | 11.2 1011  | 14.61 1023 | 1.68 1027 | 5.97 982  | 25.1 923  |
| Médaille de bronze | Annamária Tóth          | Hongrie              | 4959   | 10.9 1061  | 12.69 901  | 1.59 934  | 6.12 1016 | 23.8 1047 |
| 4                  | Valentina Tikhomirova   | Union soviétique     | 4927   | 11.2 1011  | 14.12 993  | 1.65 996  | 5.99 986  | 24.9 941  |
| 5                  | Manon Bornholdt         | Allemagne de l'Ouest | 4890   | 11.0 1044  | 12.37 880  | 1.59 934  | 6.42 1082 | 24.8 950  |
| 6                  | Pat Winslow             | États-Unis           | 4877   | 11.4 979   | 13.33 943  | 1.65 996  | 5.97 982  | 24.5 977  |
| 7                  | Inge Bauer              | Allemagne de l'Est   | 4849   | 11.4 979   | 13.00 921  | 1.59 934  | 6.22 1038 | 24.5 977  |
| 8                  | Meta Antenen            | Suisse               | 4848   | 10.7 1096  | 11.06 790  | 1.62 965  | 6.30 1056 | 24.9 941  |
| 9                  | Mary Peters             | Grande-Bretagne      | 4803   | 11.0 1044  | 15.09 1052 | 1.53 869  | 5.60 897  | 24.9 941  |
| 10                 | Sue Reeve               | Grande-Bretagne      | 4786   | 11.0 1044  | 11.33 809  | 1.56 902  | 6.20 1034 | 24.3 997  |
| 11                 | Jenny Meldrum           | Canada               | 4774   | 11.0 1044  | 12.41 882  | 1.59 934  | 5.89 964  | 24.8 950  |
| 12                 | Marijana Lubej          | Yougoslavie          | 4764   | 10.9 1061  | 10.38 741  | 1.59 934  | 6.01 991  | 23.9 1037 |
| 13                 | Nina Hansen             | Danemark             | 4738   | 10.9 1061  | 10.92 780  | 1.59 934  | 6.19 1031 | 25.0 932  |
| 14                 | Snezhana Yurukova       | Bulgarie             | 4728   | 11.0 1044  | 11.83 843  | 1.59 934  | 5.98 984  | 25.1 923  |
| 15                 | Monique Bantégny        | France               | 4697   | 11.5 963   | 12.18 867  | 1.65 996  | 5.90 966  | 25.3 905  |
| 16                 | Ann Wilson              | Grande-Bretagne      | 4688   | 11.1 1027  | 10.58 755  | 1.62 965  | 6.01 991  | 24.8 950  |
| 17                 | Marjan Ackermans-Thomas | Pays-Bas             | 4650   | 11.5 963   | 12.62 896  | 1.65 996  | 5.65 908  | 25.5 887  |
| 18                 | Berit Berthelsen        | Norvège              | 4649   | 11.6 948   | 10.80 771  | 1.56 902  | 6.28 1051 | 24.5 977  |
| 19                 | Gerda Uhlemann          | Allemagne de l'Est   | 4644   | 11.3 995   | 12.00 855  | 1.53 869  | 6.02 993  | 25.0 932  |
| 20                 | Aída dos Santos         | Brésil               | 4578   | 11.6 948   | 12.41 882  | 1.59 934  | 5.50 873  | 24.9 941  |
| 21                 | Magali Vettorazzo       | Italie               | 4504   | 11.1 1027  | 10.34 738  | 1.45 780  | 5.84 952  | 24.2 1007 |
| 22                 | Cornelia Popescu-Popa   | Roumanie             | 4435   | 12.1 876   | 11.25 803  | 1.62 965  | 5.89 964  | 26.2 827  |
| 23                 | Sieglinde Ammann        | Suisse               | 4414   | 11.7 933   | 10.35 739  | 1.53 869  | 6.07 1004 | 25.7 869  |
| 24                 | Cathy Hamblin           | États-Unis           | 4330   | 11.9 904   | 10.66 761  | 1.50 836  | 5.72 924  | 25.3 905  |
| 25                 | Lolita Lagrosas         | Philippines          | 4131   | 11.8 918   | 9.93 708   | 1.53 869  | 5.50 873  | 27.0 763  |
| 26                 | Lin Chun-Yu             | Taïwan               | 4104   | 11.6 948   | 9.82 700   | 1.48 814  | 5.36 839  | 26.5 803  |
| 27                 | Tien Ah-Mei             | Taïwan               | 3899   | 11.8 918   | 9.04 640   | 1.35 660  | 5.06 767  | 25.2 914  |
| 28                 | Galina Sofina           | Union soviétique     | 3828   | 11.6 948   | 14.43 1012 | 1.59 934  | 5.76 934  | DNF 0     |
| 29                 | Ðurđa Fočić             | Yougoslavie          | 3814   | 11.1 1027  | 11.80 841  | 1.62 965  | 5.90 966  | 41.8 15   |
| 30                 | Roswitha Emonts-Gast    | Belgique             | 3654   | 11.5 963   | 12.33 877  | NM 0      | 5.81 945  | 25.7 869  |
| 31                 | Mercedes Román          | Mexique              | 3604   | 11.3 995   | 10.08 719  | NM 0      | 5.71 922  | 24.6 968  |
| 32                 | Jean Robotham           | Costa Rica           | 2909   | 13.4 712   | 8.73 615   | NM 0      | 4.74 686  | 25.4 896  |
| NC                 | Gunilla Cederström      | Suède                | 2557   | 11.6 948   | 10.36 740  | 1.53 869  | DNF       | DNF       |

## Légende
Records et Performances
- AR : Record continental (area record)
- CR : Record des championnats (championship record)
- MR : Record du meeting (meet record)
- NR : Record national (national record)
- OR : Record olympique (olympic record)
- PR : Record paralympique (paralympic record)
- PB : Record personnel (personal best)
- SB : Meilleure performance personnelle de la saison (season's best)
- WL : Meilleure performance mondiale de l'année (world leader)
- WJR : Record du monde junior (world junior record)
- WR : Record du monde (world record)

Circonstances et Conditions
- DNF : N'a pas terminé (did not finish)
- DNS : N'a pas pris le départ (did not start)
- DQ : Disqualification (disqualification)
- NM : Aucun essai valable enregistré (No Mark)
- Q : Qualifié « directement » au prochain tour (ou à la prochaine compétition), lors d'une compétition majeure, grâce au classement ou à la réalisation des minima (automatic qualifier)
- q : Qualifié au prochain tour (ou à la prochaine compétition), lors d'une compétition majeure, grâce au repêchage ou à la réalisation de l'une des meilleures performances parmi celles des « non qualifiés directement » (grâce au meilleur temps ou à la meilleure distance par exemple) (secondary qualifier)